# Ján Burius
Ján Burius (18. ledna 1636 – 1689) byl slovenský evangelický kazatel, historik a spisovatel.
Napsal rozsáhlou práci o pronásledováni evangelíků v Uhersku Micae Historiae evangelicorum in Hungaria ab anno 1673 ad 1688 annum (Dějiny zbytků evangelíků v Uhersku od roku 1673 do roku 1688), která vyšla tiskem roku 1864.